# گهلان هتهار
گهلان هتهار (به انگلیسی: Gehlan Hithar) یک شهر در پاکستان است که در پنجاب واقع شده‌است.